# Ludwig von Bertalanffy
Karl Ludwig von Bertalanffy (Viena, 19 de setembro de 1901 — Buffalo, Nova Iorque, 12 de junho de 1972) foi um biólogo austríaco.

## Carreira
Foi o criador da teoria geral dos sistemas, autor do livro de mesmo nome. Cidadão austríaco, desenvolveu seu trabalho científico na Áustria até 1948 quando se mudou para a América do Norte, trabalhando no Canadá e nos Estados Unidos.
Bertalanffy fez os seus estudos em biologia e interessou-se desde cedo pelos organismos e pelos problemas do crescimento.
Os seus trabalhos iniciais datam dos anos 1920 e são sobre a abordagem orgânica. Com efeito, Bertalanffy não concordava com a visão cartesiana do universo. Colocou então uma abordagem orgânica da biologia e tentou fazer aceitar a ideia de que o organismo é um todo maior que a soma das suas partes.
Criticou a visão de que o mundo é dividido em diferentes áreas, como física, química, biologia, psicologia, etc. Ao contrário, sugeria que se deve estudar sistemas globalmente, de forma a envolver todas as suas interdependências, pois cada um dos elementos, ao serem reunidos para constituir uma unidade funcional maior, desenvolvem qualidades que não se encontram em seus componentes isolados.

## Publicações
- 1928, Kritische Theorie der Formbildung, Borntraeger. In English: Modern Theories of Development: An Introduction to Theoretical Biology, Oxford University Press, Nova York: Harper, 1933
- 1928, Nikolaus von Kues, G. Müller, Munique 1928.
- 1930, Lebenswissenschaft und Bildung, Stenger, Erfurt 1930
- 1937, Das Gefüge des Lebens, Leipzig: Teubner.
- 1940, Vom Molekül zur Organismenwelt, Potsdam: Akademische Verlagsgesellschaft Athenaion.
- 1949, Das biologische Weltbild, Bern: Europäische Rundschau. em inglês: Problems of Life: An Evaluation of Modern Biological and Scientific Thought, Nova York: Harper, 1952.
- 1953, Biophysik des Fliessgleichgewichts, Braunschweig: Vieweg. 2a. rev. ed. por W. Beier eR. Laue, East Berlim: Akademischer Verlag, 1977
- 1953, "Die Evolution der Organismen", in Schöpfungsglaube und Evolutionstheorie, Stuttgart: Alfred Kröner Verlag, pp 53–66
- 1955, "An Essay on the Relativity of Categories." Philosophy of Science, Vol. 22, No. 4, pp. 243–263.
- 1959, Stammesgeschichte, Umwelt und Menschenbild, Schriften zur wissenschaftlichen Weltorientierung Vol 5. Berlim: Lüttke
- 1962, Modern Theories of Development, Nova York: Harper
- 1967, Robots, Men and Minds: Psychology in the Modern World, Nova York: George Braziller, 1969 hardcover: ISBN 0-8076-0428-3, brochura: ISBN 0-8076-0530-1
- 1968, General System Theory: Foundations, Development, Applications, Nova York: George Braziller, revised edition 1976: ISBN 0-8076-0453-4
- 1968, The Organismic Psychology and Systems Theory, Heinz Werner lectures, Worcester: Clark University Press.
- 1975, Perspectives on General Systems Theory. Scientific-Philosophical Studies, E. Taschdjian (eds.), Nova York: George Braziller, ISBN 0-8076-0797-5
- 1981, A Systems View of Man: Collected Essays, editor Paul A. LaViolette, Boulder: Westview Press, ISBN 0-86531-094-7

Os primeiros artigos de Bertalanffy sobre teoria geral dos sistemas:
- 1945, "Zu einer allgemeinen Systemlehre", Blätter für deutsche Philosophie, 3/4. (Biologia Generalis, 19 (1949), 139-164).
- 1950, "An Outline of General System Theory", British Journal for the Philosophy of Science 1, p. 114-129.
- 1951, "General system theory – A new approach to unity of science" (Symposium), Human Biology, Dec. 1951, Vol. 23, p. 303-361.